# Bobby Steele

Bobby Steele (18 de março, 1956), foi guitarrista da banda Misfits de 1978 até 1980, recebeu o apelido "steele" por ter uma perna mecânica, amputada por conta da diabetes, saiu do grupo rompido com os outros integrantes Glenn Danzig, e Jerry Only, após sua saída montou o grupo The undead que nunca saiu do underground nova-iorquino.

## Carreira
Steele cresceu em New Milford, New Jersey onde viveu até 1978, quando se mudou para Manhattan. A casa que ele tinha vivido em mais tarde se tornou a base da gravadora Post Mortem, um selo que fundou.